# El Santuario
El Santuario – miasto w Kolumbii, w departamencie Antioquia.